# Alfred Leo Abramowicz
Alfred Leo Abramowicz (* 27. Januar 1919 in Chicago; † 12. September 1999) war ein US-amerikanischer römisch-katholischer Bischof.

## Leben
Alfred Leo Abramowicz besuchte die University of Saint Mary of the Lake und empfing am 1. Mai 1943 das Sakrament der Priesterweihe durch den Erzbischof von Chicago Samuel Alphonsus Stritch.  Von 1949 bis 1952 studierte er an der Päpstlichen Universität Gregoriana Kanonisches Recht.
Am 8. Mai 1968 ernannte ihn Papst Paul VI. zum Weihbischof in Chicago und zum Titularbischof von Pesto. Der Erzbischof von Chicago, John Patrick Cody, spendete ihm am 13. Juni desselben Jahres die Bischofsweihe; Mitkonsekratoren waren der Bischof von Manchester, Ernest John Primeau, und der Bischof von Madison, Cletus Francis O’Donnell. Am 24. Januar 1995 nahm Papst Johannes Paul II. sein altersbedingtes Rücktrittsgesuch an. 1993 erhielt er den Verdienstorden der Republik Polen.